# アーガイル (装甲巡洋艦)
| 「アーガイル」 | |
| 艦歴           | |
| 発注           | |
| 起工           | 1902年 |
| 進水           | 1904年3月3日                                                                                              |
| 就役           | 1905年 |
| 退役           | |
| その後         | 1915年10月28日座礁放棄                                                                                    |
| 除籍           | |
| 性能諸元       | |
| 排水量         | 10,850トン                                                                                                |
| 全長           | 473.5 ft（144.3 m）                                                                                       |
| 全幅           | 68.5 ft（20.9 m）                                                                                         |
| 吃水           | 24 ft（7.3 m）                                                                                            |
| 機関           | バブコック式水管缶16基2軸 21,000 hp                                                                       |
| 最大速         | 22ノット                                                                                                  |
| 乗員           | 655名 |
| 兵装           | 7.5インチ（191 mm）砲4門 6インチ（152mm）砲6門 12ポンド砲2門 3ポンド砲18門 18インチ（457mm）魚雷発射管2門 |

アーガイル (HMS Argyll) はイギリス海軍の装甲巡洋艦。デヴォンシャー級。

## 艦歴
1902年起工。1904年3月3日進水。1905年就役。
1915年10月28日、スカパ・フローからロスサイスへ向かっていた「アーガイル」は、スコットランド沖の北海にあるベル・ロックで座礁した。乗員は駆逐艦「ホーネット」と「ジャッカル」により救助されたが、「アーガイル」は離礁不可能と判断され放棄された。